# Pleine lune
Pour les articles homonymes, voir Pleine lune (homonymie).

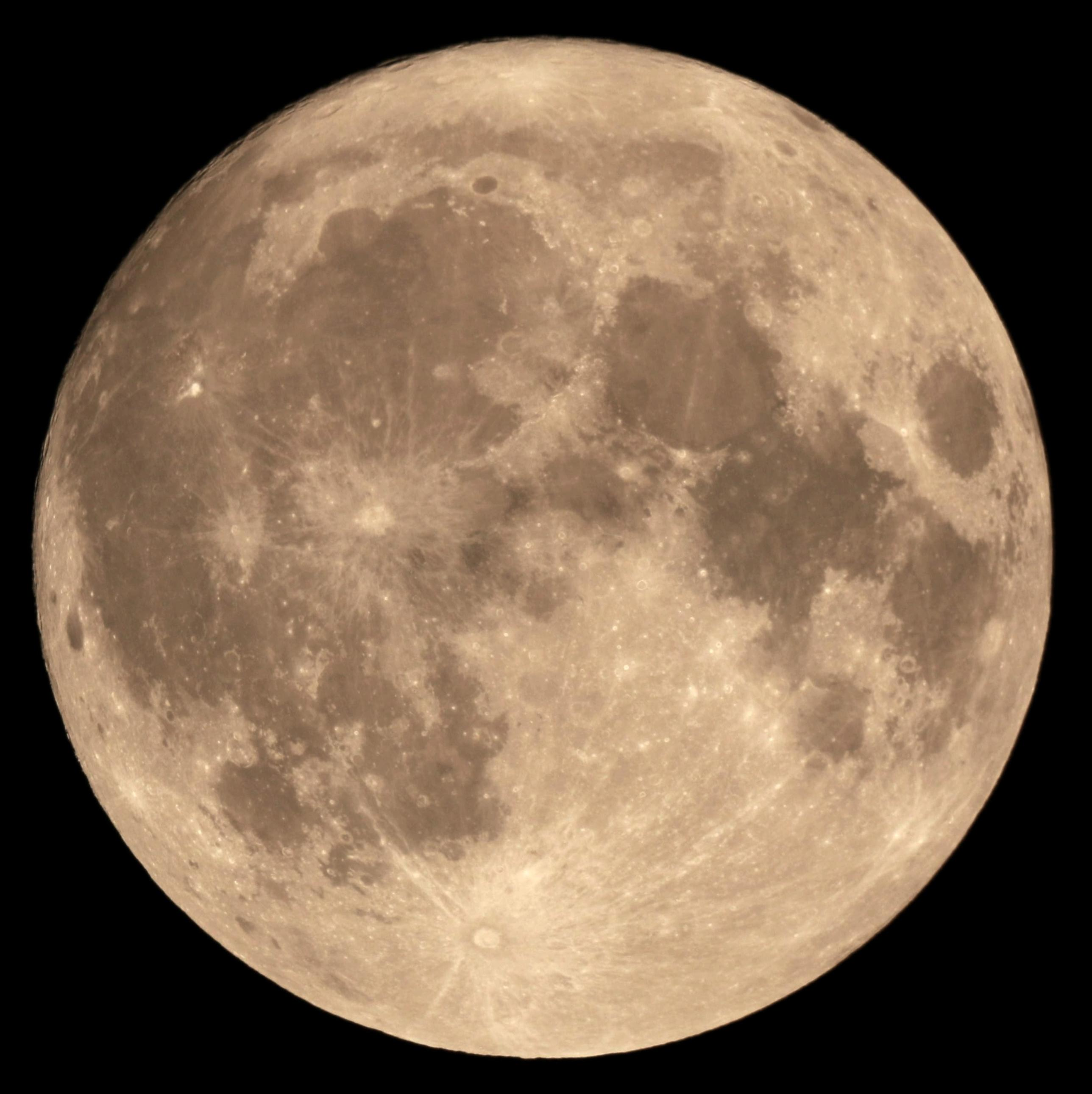
La super lune du 14 novembre 2016 se trouvait à 356511 km du centre de la Terre, l'occurrence la plus proche depuis 1948. Elle ne sera pas encore plus proche avant 2034.

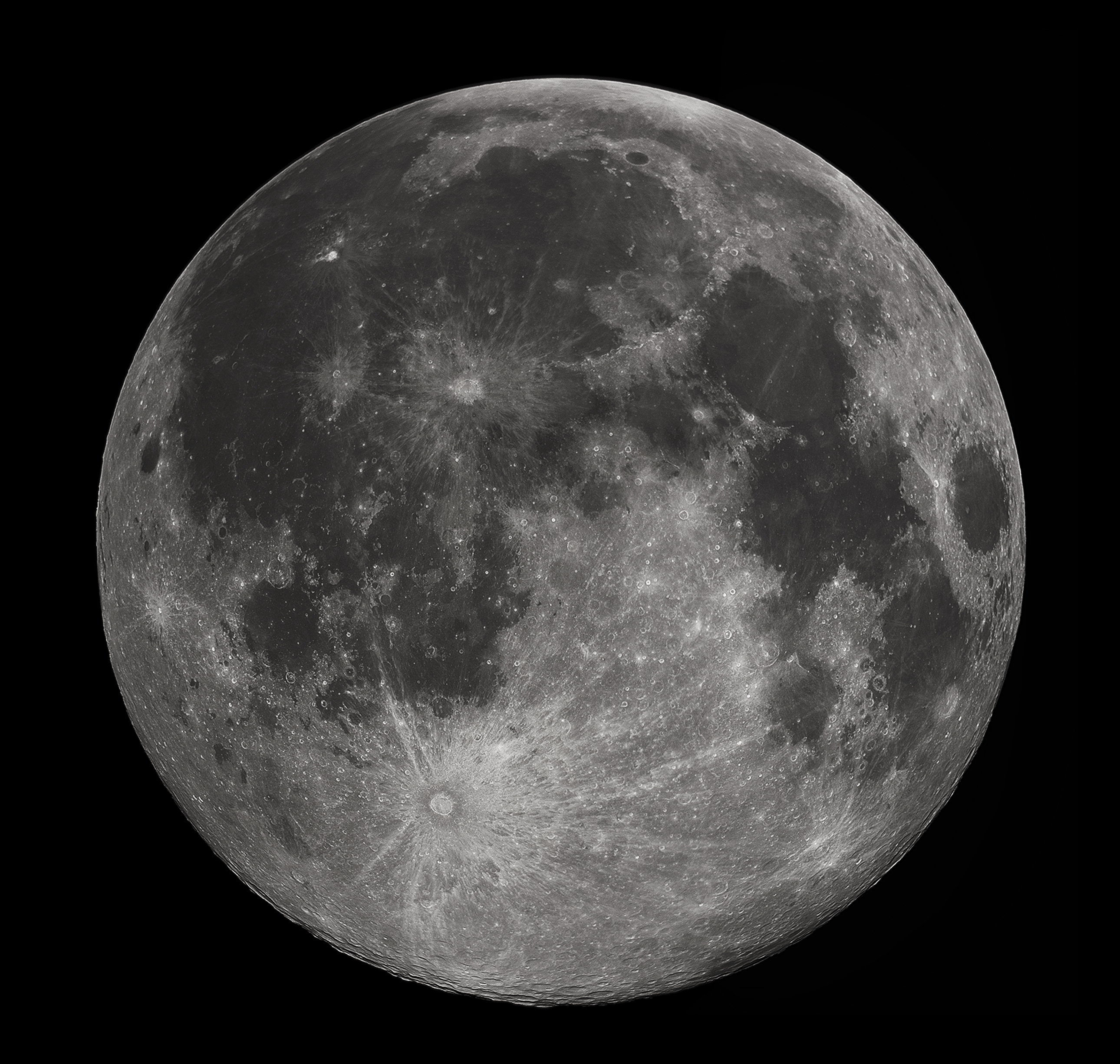
Photographie de la pleine lune vue par un télescope Schmidt-Cassegrain de 235 mm. La Lune était près de sa plus grande latitude d'écliptique nordique, donc les cratères méridionaux sont particulièrement proéminents.

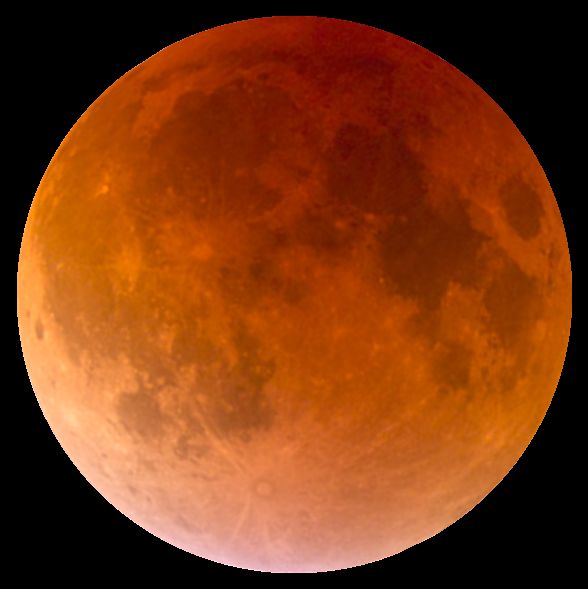
Photographie de la pleine lune au cours de l'éclipse lunaire totale du 28 septembre 2015.

La pleine lune est la phase lunaire durant laquelle la face visible de la Lune, depuis la Terre, apparaît entièrement illuminée par le Soleil. La nouvelle lune est le contraire de la pleine lune, phase durant laquelle la Lune n'est pas visible depuis la Terre.

## Observation de la pleine lune
L’intervalle entre deux pleines lunes est d'environ 29 jours, 12 heures, 44 minutes et 2,9 secondes. C'est la période synodique de la Lune. Cette durée est plus longue que le temps qu'il faut à la Lune pour faire un tour autour de la Terre, sa période orbitale (27 jours), car durant ce laps de temps la Terre s'est aussi déplacée autour du Soleil.
La Lune est en phase pleine lorsqu'elle se trouve à l'opposé du Soleil par rapport à la Terre. On peut donc observer une pleine lune la nuit mais jamais le jour, car étant face au Soleil le jour, la Lune se trouve « sous nos pieds ». Par conséquent, en période de pleine lune, la Lune se lève approximativement lorsque se couche le Soleil, et inversement, elle se couche quand le Soleil se lève.
Pour ces mêmes raisons, en plein été, lorsque le Soleil est haut dans le ciel, la pleine lune y étant diamétralement opposée, elle suivra une trajectoire basse dans le ciel la nuit, et inversement l'hiver.
Par ailleurs, la pleine lune étant opposée au Soleil, elle ne sera jamais proche d'une planète intérieure (Mercure et Vénus). En revanche, elle peut se rapprocher des planètes extérieures, voire les éclipser lorsqu'elle passe devant.

## Exactitude astronomique
Du fait que la Lune avance en permanence sur son orbite, la phase de pleine lune exacte (à la restriction près ci-dessus) ne dure qu'un instant, et non toute la nuit.

## Pleine lune et observations astronomiques
Alors que la pleine lune fait le bonheur de tous ceux qui ont besoin de voir clair la nuit, elle est plutôt gênante pour les astronomes. En effet, son éclat rend difficile l'observation des autres astres.
De plus, elle n'est pas très intéressante à observer, car, étant éclairée de face, ses reliefs se distinguent très mal.

## Un événement particulier lié à la pleine lune: l'éclipse lunaire
Si, pendant la pleine lune, la Lune croise l'écliptique, (i.e si elle croise le plan de trajectoire apparent du soleil autour de la Terre dans la sphère céleste, un tel point de croisement étant appelé nœud), une éclipse lunaire se produit.
La Lune prend alors une couleur rougeâtre.
Une éclipse lunaire se voit de toute la partie de la Terre qui fait face à la Lune, et donne l'impression de voir défiler toutes les phases de la Lune en une soirée.

## Dans les religions
Dans l'hindouisme de nombreux festivals très célébrés se tiennent suivant le calendrier annuel de la pleine lune. La fête d'anniversaire d'Hanuman, le dieu singe, en est un exemple. 

Dans le sikhisme, on parle de Puran Mashi.
Dans diverses mythologies, des déesses incarnent une allégorie de la pleine lune : par exemple, Méhyt en Égypte ancienne, Séléné en Grèce antique.
Dans la wicca, la pleine lune correspond à une déesse célébré lors des esbats.

## Folklore
La pleine lune a inspiré de nombreuses légendes :
- Certaines opérations horticoles sont plus profitables (boutures, greffes, etc.) (voir phase lunaire et botanique).
- Les vampires peuvent se régénérer plus vite les nuits de pleine lune lorsqu'ils sont en manque de sang humain ou lorsqu'ils sont faibles.
- Les loups-garous se transforment.
- La pleine lune a comme pouvoir de transformer une jeune fille humaine en sirène.

## Effets de la pleine Lune

### Effets potentiels

#### Chez l'Homme

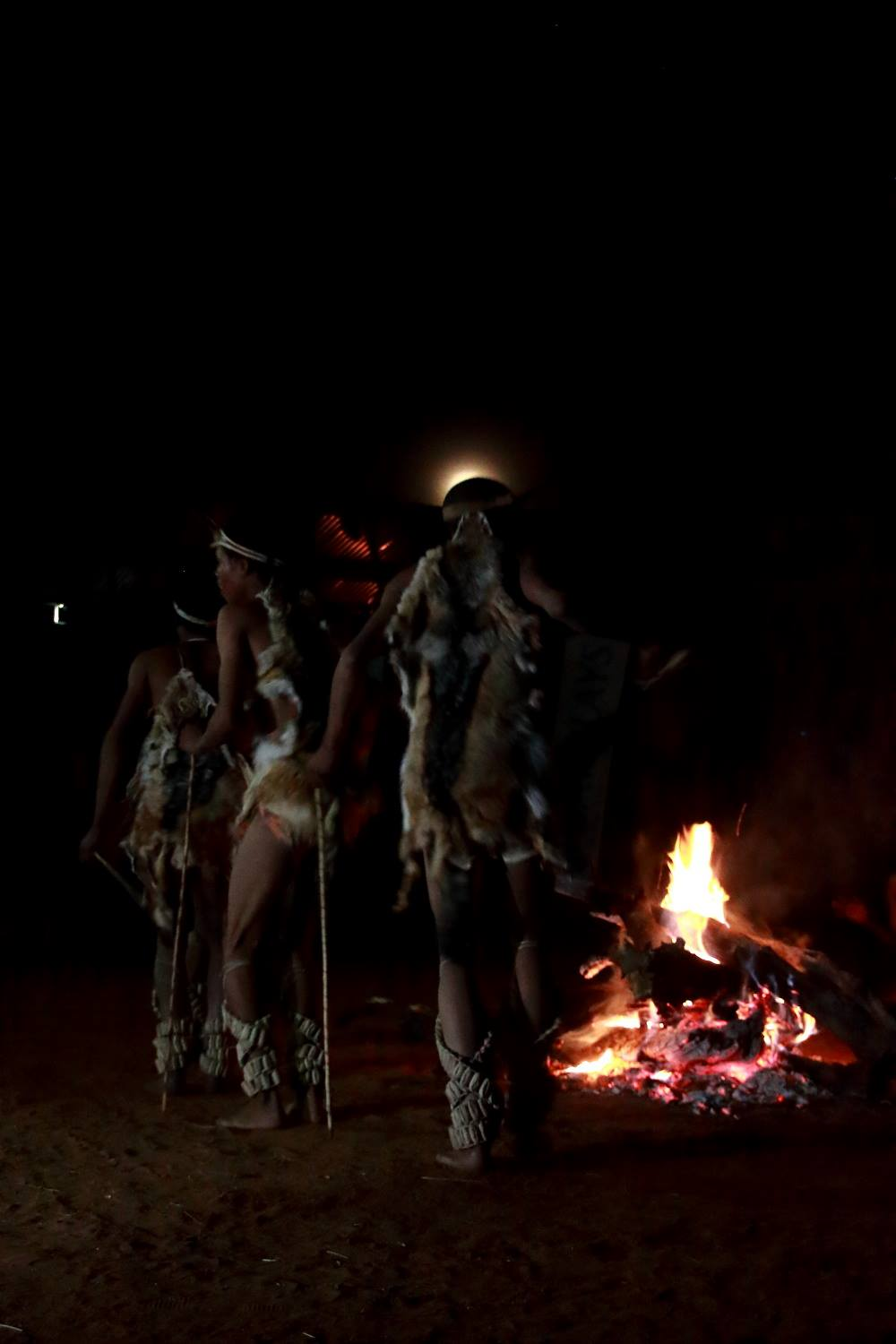
Dans le désert du Kalahari des croyances prêtent à la pleine lune des vertus pour l'agriculture et la médecine traditionnelle.

Le cycle menstruel semble pouvoir être influencé par le cycle lunaire, peut-être en lien avec le taux de mélatonine.
Possible altération du sommeil : une étude a observé une chute de 30 % de l'activité cérébrale relative au sommeil profond les soirs de pleine lune avec endormissement plus tardif et réveil plus précoce. Des études précédentes présentent des résultats contradictoires (depuis celles qui établissent une corrélation avec des insomnies ou une durée de sommeil plus courte, jusqu'à celles qui ne montrent aucun effet), suggérant que celles qui présentent des résultats positifs souffrent d'un biais de publication qui entraîne un effet tiroir. Ce rythme circalunaire (horloge biologique calée sur le cycle de la lune) serait lié à des variations de sécrétions de mélatonine en fonction de ce cycle.
Certains délits seraient plus fréquents durant la pleine lune. Des psychologues américains de l'Edgecliff College ont analysé les infractions et crimes commis dans une grande région métropolitaine durant un an pour neuf catégories et pour 34 318 infractions enregistrées : ils ont constaté une augmentation significative du nombre pour 8 des 9 catégories (viol, vol avec agression, cambriolage, vols et larcins, vol d'automobiles, infractions contre des familles et enfants, ivresse et troubles à l’ordre public), qui étaient significativement plus fréquents au cours de la phase de la pleine lune qu'à d'autres moments de l'année. Les auteurs concluent que la pleine lune a effectivement une influence sur le comportement humain. Cependant, une autre méta-analyse conclut sur un impact non-significatif des phases de la lune sur les comportements tels que les admissions en hôpital psychiatrique, les perturbations psychiatriques, les appels d'urgence, les homicides et autres infractions criminelles.

#### Chez les animaux
La Lune influe le comportement et la physiologie de certains animaux, notamment via le cycle de la mélatonine.
Une étude rétrospective faite par des vétérinaires et universitaires du Colorado a analysé le nombre d'admission en urgence vétérinaire de chiens et chats selon le cycle lunaire (sur un total de 11 940 chiens et chats admis sur 11 ans, de 1992 à 2002) et en fonction du motif de visite aux urgences (morsure, arrêt cardiaque, convulsions, problème ophtalmologie, problème digestif grave, traumatismes, maladies multiples, néoplasie ou intoxication). Le nombre de visites augmente de façon statistiquement significative au moment de la pleine lune, pour les chiens comme pour les chats. Les auteurs n'expliquent pas cette augmentation et suggèrent de tenir compte de ce fait pour l'organisation du travail des grandes cliniques vétérinaires, tout en invitant à vérifier ces données par une étude encore plus large. Les prédateurs étant plus actifs les nuits de pleine lune, il est plausible qu'ils risquent plus de blessures ou arrêt cardiaque.
Les grands carnivores nocturnes sont plus actifs lors des lunes pleines, qu'il s'agisse du lion africain, d'oiseaux de mer prédateurs, de carnivores de la forêt tropicale dense comme l'ocelot ou de chauve-souris. Les proies adaptent également leur comportement en se montrant plus discrètes ou prudentes lors des nuits de pleine lune. Par exemple le rat-kangourou (rongeur du désert) passe plus de temps sous-terre ces nuits là, en étant cependant plus actif au crépuscule.
Une analyse approfondie des variations de comportement prédateur du lion selon le cycle lunaire confirme que les lions d'Afrique sont sensibles au clair de lune, pour les attaques d'humains, comme pour la chasse d'herbivores. Mais une partie de cette différence peut être due à l'heure à laquelle la lune se lève : dans la brousse, quand elle se lève peu après le coucher du soleil, sa luminosité permet que les gens soient plus actifs entre le crépuscule et 22 h. Il n'est donc pas surprenant que la plupart des attaques de lions se produisent dans les premières semaines qui suivent la pleine lune, quand la lune se lève peu après le coucher du soleil. 
Ceci pourrait expliquer pourquoi la pleine lune a fait l'objet de tant de mythes ou idées préconçues qui auraient persisté même là où les prédateurs ont depuis longtemps disparu.

### Effets fantasmés
Les accouchements seraient plus nombreux : les études scientifiques ont montré que cela était statistiquement faux.
Les personnes atteintes de troubles psychologiques ou de maladie psychiatrique verraient une exacerbation de leurs symptômes. Si une étude a mis en évidence une légère augmentation du nombre de consultations pour angoisse ou dépression au moment de la pleine lune, c'est une croyance qui n'est pas scientifiquement confirmée. Une revue de la littérature a porté sur douze études ayant examiné les relations entre le phase lunaire et les appels en urgence  à des postes de police, aux centres antipoison et aux centres médicaux d'intervention d'urgence. Les auteurs n’ont pas pu trouver de corrélation entre la fréquence des appels et le cycle lunaire, pas plus que pour le caractère plus ou moins « émotionnel » ou de type  « perte de contrôle ». 
Les visites ou admissions aux services psychiatriques ne montrent aucune corrélation avec le cycle lunaire.
Risque accru de tomber malade durant la pleine lune. Ceci est faux pour l'analyse rétrospective de séries chronologiques de 4 575 appels d'urgence à des centres de crise, passés en six mois. Cette croyance est néanmoins ancrée : les opérateurs des centres d'urgence croyaient qu'il y avait plus d'appels lors de la pleine lune, alors qu'un panel d'opérateurs ne travaillant pas dans des centres d'urgence ne le pensaient pas). 
On n'a pas non plus trouvé de relation entre la lune et des maladies ayant des causes organiques comme l’épilepsie : une unité de soins a étudié sur trois ans le lien éventuel entre le cycle lunaire et l’épilepsie, sans avoir trouvé  aucune association significative chez les épileptiques. En revanche, les auteurs ont trouvé une augmentation de la fréquence des convulsions à la pleine lune (dans le dernier quart) chez les non-épileptiques.
La croyance selon laquelle il y aurait une augmentation des blessures graves lors de la pleine lune n'est pas statistiquement fondée (aucune différence pour la catégorie des homicides). Une étude rétrospective sur les blessures graves de 1 444 victimes d’agressions brutales et/ou de blessures par balle ou par arme blanche traitées dans un service hospitalier de traumatologie durant une année civile n’a pas montré d’augmentation de gravité en phase de pleine lune. Dans un service d'urgences hospitalières qui a fait l'objet d'une étude de ce type, on n'a pas non plus montré d'augmentation du risque de mourir de ses blessures lors des nuits de pleine lune.
Une autre croyance était qu'il y avait plus de réanimation cardiaque dans les services d'urgence les nuits de pleine lune. Une étude ayant porté sur 2 370 233 cas d'admissions aux urgences (en 11 ans), dont 6 827 ont nécessité une réanimation cardio-pulmonaire. Elle n'a pas mis en évidence d'augmentation de risque durant la pleine lune (P = 0,97), Les auteurs ont cependant noté qu'en moyenne, il y avait 6,5 % moins de réanimations cardio-pulmonaires durant les jours de nouvelle lune, par rapport aux autres jours. Le Soleil ne semble pas avoir d'influence non plus : selon une analyse rétrospective (période 1978-1982) des archives de 3 postes de police dans plusieurs villes (en contexte dominant rural, urbain et industriel) au regard du jour du cycle lunaire, l'incidence des délits augmente nettement les jours de pleine lune, et est légèrement accrue (augmentation statistiquement non significative) lors de la nouvelle lune, et le septième jour après la pleine lune et la nouvelle lune. Alors que l'équinoxe et le solstice ne correspondent à aucune différence significative, suggérant que le Soleil n'a probablement pas d'influence sur le taux de criminalité.